# Front kurdyjski podczas wojny domowej w Syrii
Front kurdyjski podczas wojny domowej w Syrii – działania zbrojne podjęte w 2012 przez kurdyjską mniejszość narodową zorganizowaną głównie w Powszechne Jednostki Ochrony, w celu obrony przed islamistami (Dżabhat an-Nusra, Państwo Islamskie) oraz dążenia do niepodległości bądź autonomii dla Kurdów.
Front kurdyjski jest północno-wschodnim obszarem działań wojny domowej w Syrii. Obejmuje muhafazy Aleppo, Ar-Rakka i Al-Hasaka.

## Przebieg wydarzeń

### Przejmowanie kurdyjskich miast przez YPG
12 lipca 2012 Kurdyjska Rada Narodowa, reprezentująca Kurdów w Narodowej Radzie Syryjskiej powołała Najwyższy Kurdyjski Komitet, której zbrojne ramię – Powszechne Jednostki Ochrony (YPG) rozpoczęły 19 lipca 2012 operację w syryjskim Kurdystanie. Bojówki te, składające się wówczas z 650 osób, zaatakowały miasto Ajn al-Arab, a dzień później zdobyły Amudę w muhafazie Al-Hasaka i Afrin na zachodzie frontu. 21 lipca 2012 rebelianci kurdyjscy weszli do Al-Malikijja na wschodzie frontu i przygotowywali się do ataku na Al-Kamiszli. 22 lipca 2012 bojownicy zamykając pierścień od zachodu zajęli Ras al-Ajn i Dirbêsî. Jak okazało się 23 lipca 2012, szybkie postępy Kurdów były wynikiem porozumienia z armią rządową, która zdecydowała się na ten krok, by móc przenieść swoje siły z północy kraju do walki z rebeliantami w innych częściach państwa. 24 lipca 2012 siły rządowe opuściły Girkê Legê k. Al-Malikijji, do którego natychmiast wszedł oddział YPG.
2 sierpnia 2012 Narodowy Komitet Koordynacyjny ds. Zmian Demokratycznych ogłosił, iż siły kurdyjskie przejęły główne miasta na północy Syrii z wyjątkiem Al-Hasaki i Al-Kamiszli. Na kontrolowanych przez siebie terytoriach Kurdowie zakładali lokalne komitety i punkty kontrolne, na których kontrolowali wjeżdżające do miast samochody. Tymczasem w mieście Ajn al-Arab, od czasu sprawowania kontroli przez YPG, trwał kryzys żywnościowy, brakowało także paliwa. Sytuacja pogarszała się także ze względu na napływ uchodźców z Aleppo, gdzie trwała bitwa. Ze względu na ubóstwo, mieszkańcy trudzili się uprawą marihuany, za co w Syrii groziła nawet dożywotnia kara więzienia.
We wrześniu 2012 YPG przeprowadziło obławę na członków syryjskich służb w kontrolowanych przez siebie miastach. W wyniku tego w Afrinie zabito trzech żołnierzy i pojmano kilka osób będących w służbie sił rządowych. Podobne incydenty miały miejsce w Ajn al-Arab i Al-Malikijji. Wtedy armia rządowa postanowiła uzbroić okolicznych Arabów, którzy meli bronić Al-Kamiszli w razie ewentualnego ataku ze strony YPG. 30 września 2012 w Al-Gharibi, dzielnicy Al-Kamiszli, doszło do wybuchu samochodu-pułapki w wyniku czego zginęło ośmiu żołnierzy, a 15 zostało rannych. Celem ataku był oddział sił bezpieczeństwa.

### Walki YPG z Wolną Armią Syrii
W dniach 25 października – 5 listopada 2012 w dzielnicy Aleppo Asz-Szajch Maksud doszło do bitwy między Wolną Armią Syrii (FSA) a Powszechnymi Jednostkami Obrony. Sytuacja ta była nie na rękę obu stronom konfrontacji, więc zdecydowano się zawrzeć rozejm, a kurdyjscy bojownicy YPG stali się stroną neutralną konfliktu. Mimo rozejmu w Aleppo, 8 listopada 2012 FSA zaatakowała Ras al-Ajn, gdzie doszło do walk z siłami rządowymi, które pozostawały w mieście. Kontrolujące miasto jednostki YPG nie brały udział w walkach, w których zginęło 26 rebeliantów i 20 żołnierzy. 8000 mieszkańców uciekło z powodu walk do Turcji. 12 listopada 2012 Ras al-Ajn zostało zbombardowane przez Syryjskie Arabskie Siły Powietrzne, w wyniku czego zginęło 16 osób.
Dwa dni później FSA przejęła posterunek wojskowy na rogatkach miasta, zabijając 18 żołnierzy. Kolejnego dnia syryjscy rebelianci ogłosili, iż wyparli z miasta wszystkie bataliony armii rządowej. Wolna Armia Syrii wspierana przez 200 bojowników z Dżabhat an-Nusra i stu z Ghuraba asz-Szam atakowała 400 bojowników Powszechnych Jednostek Obrony, które kontrolowały miasto. Tym samym zerwano ustalenia rozejmowe podpisane w Aleppo 5 listopada 2012. W walkach zginęły 34 osoby, w tym 29 islamistów. Po kilku dniach starć, 24 listopada 2012 Kurdowie zdecydowali połączyć siły z umiarkowanym Ghuraba asz-Szam, ponadto podpisano rozejm z syryjskimi rebeliantami w celu bronienia Ras al-Ajn i dalekosiężnych planów ataku na Al-Hasakę, kontrolowaną przez siły rządowe.
10 listopada 2012 siły YPG szturmowały z powodzeniem ostatnie przyczółki administracji rządowej w Dirbêsî i Tall Tamr.
Ras al-Ajn było nadal miejscem nalotów w wykonaniu samolotów rządowych. 3 grudnia 2012 w bombardowaniu zginęło 12 osób. Tymczasem rozejm między YPG a FSA został zerwany 6 grudnia 2012. W dniach 12–14 grudnia 2012 trwały walki między stronami, kiedy to rebelianci FSA prowadzili ostrzał rakietowy. 15 grudnia 2012 wznowiono rozmowy. Dzień później podpisano nowe zawieszenie broni, które weszło w życie kolejnego dnia. Zgodnie z warunkami zawieszenia broni, obie strony zobowiązały się do opuszczenia miasta oraz likwidacji punktów kontrolnych. Choć walki się zakończyły, bojownicy obu stron nie opuścili miasta.
Porozumienie z Ras al-Ajn unormowało stosunki między Kurdami a rebeliantami FSA. W Al-Malikijja w dniach 1–5 stycznia 2013 zorganizowano posiedzenie Partii Unii Demokratycznej (PYD). Na posiedzeniu organizowano jednostki wojskowe, podkreślono „jedność walki narodu syryjskiego”, a także potrzebę dobrych stosunków z ludnością arabską. Co istotne, podniesiono flagę Wolnej Armii Syrii obok flagi PYD. Równocześnie PYD w dniach 2-4 stycznia 2013 zorganizowała w Al-Antarijji w sąsiedztwie Al-Kamiszli wiec, w którym udział wzięło 10 tysięcy osób. Było to drugie takie duże zgromadzenie w przeciągu kilku dni, gdyż 28 grudnia 2013 w Al-Hasace zorganizowano kilkutysięczną demonstrację pod egidą FSA. Manifestacja została rozpędzona przez lojalistów, w wyniku czego zginęło kilka osób.
O świcie 17 stycznia 2013 ponownie wybuchły walki w Ras al-Ajn. W pierwszej fazie II bitwy o miasto, Kurdowie zniszczyli jeden z trzech czołgów rebeliantów, dostarczonych im przez Turcję. O tureckim wsparciu mówił lider islamistów. Do 21 stycznia 2013 zginęło 56 bojowników syryjskich islamistów jak i Kurdów. W kolejnych dniach walki wytraciły na impecie, jednak w wymianie ognia zginęło dwóch kurdyjskich dowódców. 28 stycznia 2013 YPG zajęło kilka ważnych budynków, z których strzeżono ulice. W czasie walk 65% cywilów uciekło z miasta. Dwa dni później Kurdowie zepchnęli syryjskich rebeliantów do jednej z dzielnic miasta, przejmując kontrolę m.in. nad kościołem.
W międzyczasie walki między Kurdami a siłami rządowymi toczono na wschodzie muhafazy Hasaka. W dniach 14–21 stycznia 2013 bitwę toczono na terenach bogatych w ropę naftową między miejscowościami Tall Adas i Al-Mu’abbada, którą wygrali Kurdowie, gdyż armia syryjska nie otrzymała żadnego wsparcia militarnego z Damaszku. W dniach 8–11 lutego 2013 w dzielnicy Aszrafija w Aleppo doszło do walk między YPG a siłami rządowymi. W ciężkich walkach pięciu siedmiu bojowników i kilku żołnierzy.
23 stycznia 2013 syryjscy opozycjoniści utworzyli ośmioosobowy komitet służący jako pośrednik podczas rozmów między rebeliantami FSA i YPG. Na początku lutego 2013 strony próbowały wprowadzić drugie zawieszenie broni w mieście. Negocjacjom przewodził Michel Kilo. Porozumienie rozejmowe udało się zawrzeć 19 lutego 2013. Tym samym zakończyły się starcia rozpoczęte w listopadzie 2012 w Aleppo, przeniesione następnie w pobliże granicy tureckiej i do Ras al-Ajn. Strony uzgodniły, że od tej pory nie będą się wzajemnie atakować. Ugoda była zawieszeniem broni na froncie i przerwała II bitwę w Ras al-Ajn. Warunki umowy ustalały wycofanie wszystkich zagranicznych bojowników z Ras al-Ajn, stworzenie wspólnych wojskowych punktów kontrolnych FSA–YPG, powołanie demokratycznej rady lokalnej, której zadaniem miało być zarządzaniem miastem i przejściem granicznym, a także współpracę militarną w razie ataku lojalistów. Porozumienie nie obejmowało ugrupowań Dżabhat an-Nusra i Ghuraba asz-Szam, jednak to drugie ugrupowanie ogłosiło podporządkowanie się ustaleniom.
Według opozycjonistów, 14 kwietnia 2013 lotnictwo Syryjskich Arabskich Sił Powietrznych zbombardowało kurdyjską wieś Hadad w Al-Hasace, zabijając 16 osób.

### Konflikt Kurdów z islamistami
Po podpisaniu porozumienia o zawieszeniu broni między Wolną Armią Syrii a kurdyjskimi bojówkami, do muhafazy Al-Hasaka z muhafazy Dajr az-Zaur i zajętej w marcu 2013 Ar-Rakki, zaczęli napływać radykalni islamiści z ugrupowania Dżabhat an-Nusra. Miejscowe arabskie klany plemienne były mobilizowane do walki i zbrojone przez Wolną Armię Syrii. Do pierwszego starcia między YPG i Dżabhat an-Nusra doszło 4 maja 2013 pod Tall Tamr.
Pod koniec maja 2013 islamskie ugrupowania wypowiedziały wojnę siłom kurdyjskim. 26 maja 2013 islamiści zrzeszeni w Syryjski Front Wyzwolenia Islamu wydali oświadczenie pt. „Echo Al-Kusajr” (nawiązując do trwającej równolegle na froncie centralnym bitwy pod Al-Kusajr), w którym zapowiadali „oczyszczanie” północnych terenów Syrii. Deklaracje podpisało 21 ugrupowań militarnych, takich jak Liwa at-Tauhid, Liwa Sukur asz-Szam i Dżabhat an-Nusra. Już dzień przed „Echem Al-Kusajr”, islamistyczne ugrupowania napadły Kurdów w Afrinie, na zachodnich rubieżach frontu północnego. W walkach poległo 11 osób. Radykałowie nie zajęli samego miasta, liczącego 36 tysięcy mieszkańców, jednak okopali się w okolicznych wioskach, w których do niewoli dostało się setki Kurdów. YPG z odsieczą przyszła 5 czerwca 2013. Po trzydniowych walkach, udało się wyprzeć islamistów, którzy podczas wycofywania się palili i grabili kurdyjskie mienia.
Ponowne walki pod Afrinem miały miejsce w drugiej połowie czerwca 2013. Sprowokowali je Kurdowie, którzy chcieli przełamać blokady wiosek, nakładane przez ekstremistów. Do 20 czerwca 2013 w walkach życie straciło 30 osób. Potyczka trwała mimo umacniania szyickich miejscowości Az-Zahra i Nubbul, leżących na trasie z Afrin do Aleppo, na którą wysłano dodatkowe oddziały syryjskiej armii oraz libańskiego Hezbollahu, który czynnie wspierał siły Asada podczas wojny domowej. Także Wolna Armia Syrii czyniła wysiłki na rzecz zakończenia walk pod Afrinem, negocjując kruche dwudniowe zawieszenie broni między stronami.

Bitwa pod Ras al-Ajn.

17 lipca 2013 miała miejsce III bitwa o Ras al-Ajn. Tego dnia Kurdowie wyparli z miasta islamskich ekstremistów z Dżabhat an-Nusra oraz Państwa Islamskiego (ISIS). W potyczce zginęło dziewięciu islamistów i dwóch Kurdów. Dzień później walki między YPG a islamistami wybuchły na polach naftowych okręgu As-Sweidija, leżącego na wschodzie muhafazy Al-Hasaka. 19 lipca 2013 Kurdowie zdobyli kontrolę nad miejscowością Tall Alo. W następnych dniach walki przeniesiono na tereny Karhouk i Ali Agha. W potyczkach życie straciło 35 dżihadystów i 19 bojowników YPG. W nocy z 22 na 23 lipca 2013 Kurdowie przejęli bazy radykałów w Kazitat asz-Szajch i Mazra Kilmi. Jednocześnie ISIS przypuściło atak na punkt kontrolny w wiosce Muhammad Diab, 10 km od Al-Kahtanijji.
23 lipca 2013 walki między Kurdami i siłami islamskimi wybuchły w mieście Tall Abjad w muhafazie Ar-Rakka. 24 lipca 2013 walki toczyły się na południe od Ras al-Ajn, w pobliżu miejscowości Meszrafa, po ataku ISIS na kurdyjski punkt kontrolny. YPG przejęły kontrolę nad Charab Baszar i ruszyły na Tall Kojar. Kolejnego dnia starcia ponownie wybuchły w miejscowości Tall Alo. Z kolei w Tall Abjad terroryści ISIS wysadzili w powietrze kilka domów należących do bojowników YPG.
29 lipca 2013 walki między islamistami a YPG wybuchły w dzielnicy Aleppo – Asz-Szajch Maksud, zamieszkałej w przeważającej liczbie przez Kurdów. 30 lipca 2013 islamiści zabili w Al-Kamiszli Isa Huso, członka komitetu spraw zagranicznych Wyższej Rady Kurdyjskiej. 31 lipca 2013 islamiści zajęli wioski Taleran i Tall Hasil w muhafazie Aleppo, skąd porwali 200 cywilów. Po dwóch tygodniach walk zginęło 125 islamistów i 75 kurdyjskich bojowników. 2 sierpnia 2013 12 radykałów z ISIS i Nusry zginęło podczas walk w Dżawadiji i Al-Ma'badze. Walki wybuchły również w Tall Halaf pod Ras al-Ajn.
Tymczasem w muhafazie Ar-Rakka zarysował się względny sojusz między Kurdami a siłami rządowymi. Po tym oddział o nazwie Dżabhat al-Akrad opuścił 16 sierpnia 2013 szeregi FSA, przechodząc na stronę Kurdów, dżihadyści zażądali natychmiastowego podporządkowania się im. Ci nie zgodzili się, tworząc brygadę „Front Kurdyjski”. Wobec tej sytuacji 313. Brygada FSA zjednoczyła się przeciwko Dżabhat al-Akrad z islamistami, z kolei za nowym ugrupowaniem stanęła artyleria 93. pułku armii syryjskiej. Ponadto islamiści ogłosili początek operacji „Wulkan Wschodu”, której celem było odbicie Al-Hasaki i Ras al-Ajn.
Kolejne ciężkie walk na froncie północnym między islamistami i Kurdami trwały w dniach 10–12 września 2013. Islamiści z ISIS zaatakowali szereg kurdyjskich wiosek w muhafazie Hasaka. Użyto tam ciężkiej artylerii i czołgów. W trwających trzy dni walkach śmierć poniosło 51 dżihadystów oraz 26 bojowników YPG. Kolejna eskalacja walk w Al-Hasace wybuchła 17 września 2013. Działania wojenne były prowadzone głównie na terenach wiejskich. 25 września 2013 Wolna Armia Syrii przyszła z pomocą dżihadystom ISIS, którzy zmagali się z YPG w Atmaie przy granicy z Turcją. FSA użyła w potyczce artylerii. Łącznie we wrześniu 2013 zginęło 140 dżihadystów i 57 bojowników kurdyjskich. W dniach 15–16 października 2013 w muhafazie Al-Hasaka w starciach między YPG i ISIS zginęło 41 osób – 12 Kurdów i 29 dżihadystów. Do 16 października 2013 łącznie zginęło 26 Kurdów i 94 islamistów.
16 września 2013 turecki myśliwiec F-16 Fighting Falcon zestrzelił w pobliżu granicy państwowej syryjski śmigłowiec Mi-17, gdyż ten wleciał na odległość dwóch kilometrów w turecką przestrzeń powietrzną. Dwaj członkowie załogi śmigłowca wyskoczyli ze spadochronami i wylądowali bezpiecznie, ale jeden z nich został wzięty do niewoli przez rebeliantów, gdyż samolot spadł na ziemię po syryjskiej stronie granicy. Syria oskarżyła Turcję o eskalację napięcia na granicy, tłumacząc, że maszyna omyłkowo znalazła się w tureckiej przestrzeni powietrznej.
Tymczasem tereny przygraniczne były areną zaciętych walk. 18 września 2013 radykalni islamiści przepędzili z miasta Azaz rebeliantów z Wolnej Armii Syrii, zabijając pięciu jej członków i biorąc do niewoli kolejnych stu. Po potyczce w Azaz, tureckie władze zamknęły pobliskie przejście graniczne Oncupinar. 20 września 2013 zwaśnione strony porozumiały się i podpisały zawieszenie broni. W wyniku umowy doszło do wymiany jeńców i zwrotu zdobytego sprzętu. W międzyczasie, 19 września 2013 w muhafazie Rakka, 11. Dywizja Wolnej Armii Syrii przyłączyła się do Islamskiego Państwa w Iraku i Lewancie. To pierwszy tego typu przypadek, kiedy bojownicy FSA wstąpili w szeregi ISIS. Mimo tego, 22 września 2013 jeden z przywódców ISIS Abu Abdullah al-Libi, został zabity na północy kraju przez bojowników FSA.

Sytuacja w muhafazie Al-Hasaka

Kontrolujący większość terytorium muhafazy Al-Hasaka, bojownicy Powszechnych Jednostek Ochrony, rozpoczęły 23 października 2013, kolejną ofensywę, której efektem było przejecie trzy dni później przejścia granicznego Dżarubija z rąk ISIS, którzy kontrolowali miasto od marca 2013, pokonując wówczas kontyngent wojsk rządowych. W potyczce zginęło dziewięciu islamistów oraz dwóch Kurdów. Zwycięzcy zniszczyli także cztery czołgi i pojazdy opancerzone używane przez broniących się dżihadystów. Kurdyjscy bojownicy przejęli także Chirbat al-Bajarija na drodze do Al-Hasaki, kontrolowanej przez siły rządowe. 28 października 2013 Kurdowie zaatakowali miasto Tall Halaf, by rozszerzyć strefę wpływów w muhafazie na zachód. Jednocześnie na wschodzie muhafazy, padły bogate w ropę tereny wokół miejscowości Girhok, Dżunajdija, Sefa, Kurajlat. Bojownicy ISIS ewakuowali się do Tall Birak i Tall Hamis. Odtąd były to dwa główne bastiony dżihadystów w mufahazie. W drugiej połowie października 2013 zginęło łącznie 10 Kurdów i 70 islamistów.
W dniach 2–4 listopada 2013 Kurdowie odbili 19 wiosek z rąk ISIS wokół Ras al-Ajn. 5 listopada 2013 YPG przejęło Tall Halaf, Asfar Nadżar i Menadżer, kontrolując tym samym całe przedpola Ras al-Ajn. Dzień później Kurdowie zabezpieczyli trasę z Ras al-Ajn do Tall Tamr, odbijając też Ghebesh i Tall Szemarin na zachód od Tall Tamr, zamieszkiwane przez Asyryjczyków. Posuwając się na południe od Tall Tamr, YPG odbiło 11 listopada 2013 z rąk Nusry wioskę Asfurija. Tymczasem na rozległych terenach przejętych przez Kurdów, odnajdywano bez głów lub rozstrzelane ofiary egzekucji wykonywanych przez islamistów. W dniach 12–14 listopada 2013 kurdyjscy rebelianci przejęli kontrolę nad 18 wioskami pod Al-Kahtanijją.
Sukcesy militarne YPG spowodowały, iż kurdyjska Partia Unii Demokratycznej (PYD) ogłosiła 12 listopada 2013 na trwającym dwa dni posiedzeniu w Al-Kamiszli, utworzenie przejściowego autonomicznego rządu i administracji na kontrolowanych regionach. Przejściowy autonomiczny rząd, zakłada podział regionu kurdyjskiego Syrii na trzy obszary, każdy z własnym lokalnym zgromadzeniem, jak i również przedstawicielami do regionalnego organu wykonawczego. Na kontrolowanych przez Kurdów terenach zmieniano m.in. nazwy ulic z języka arabskiego na kurdyjski. Przeciwko takim krokom była Turcja, której minister spraw zagranicznych Ahmet Davutoğlu oskarżył PYD o odbudowę więzi z Asadem i tłumienie swoich krytyków. PYD była bowiem uznawana za odnogę Partii Pracujących Kurdystanu (PKK), która walczyła przez dziesięciolecia z Turcją o niepoległość Kurdystanu. Z kolei sama Ankara wspierała radykalnych islamistów walczących z Kurdami.
26 listopada 2013 walki między YPG i ISIS wspieranym przez Dżabhat an-Nusra wybuchły na drodze Al-Hasaka–At-Tuwajna–Ad-Dirbasijja. Zginął jeden bojownik YPG oraz pięciu islamistów. Efektem starć było przejęcie przez Kurdów wiosek Al-Wan, Al-Mszejrafa, Madajen, Masakin, Al-Maslakh, Madafat al-Wazir. Następnie Kurdowie doszli do bram Tuwajny, gdzie dżihadyści mieli swoje bazy. Dwa dni później kurdyjscy rebelianci przejęli Tall Maghas leżące na trasie z Tall Tamr do Hasaki.
11 grudnia 2013 trzech bojowników YPG zginęło podczas próby ataku punktu kontrolnego w wiosce Al-Dżanida pod Al-Ma'badą. 23 grudnia 2013 doszło do potyczki w Ras al-Ajn w której zginął jeden bojownik YPG oraz trzech ISIS. W dniach 26–27 grudnia 2013 YPG wyzwoliło pięć wiosek pod Al-Kamiszli i prowadziło operację na rzecz odbicia z rąk islamistów miejscowości Tall Birak. Odblokowana została także droga między Tall Birak a Tall Hamis. Były to dwie ostatnie duże miejscowości kontrolowane przez ISIS. Tall Birak została odbita drugiego dnia walk, z kolei Tall Hamis była oblegana przez Kurdów.
28 grudnia 2013 lider dżihadystów w Al-Hasace, został zabity przez Kurdów w wiosce Szarmukh Dżarian, leżącą na południowy zachód od Al-Kamiszli. W walkach zginął także jeden bojownik YPG. Z kolei w dystrykcie Afrin w muhafazie Aleppo, Powszechne Jednostki Ochrony zabiły w zasadzce czterech dżihadystów.
4 stycznia 2014 Dżabhat an-Nusra i ISIS przeprowadziły kontratak w regionie miejscowości Tall Birak oraz Tall Hamis, doprowadzając do ich odbicia w dniu 7 stycznia 2014. W bitwie zginęło 39 bojowników YPG i 21 islamistów. Dwa dni później radykałowie powołali na kontrolowanych ziemiach radę szariacką. 12 stycznia 2014 za pomocą pocisku rakietowego powietrze-powietrze zaatakowali lotnisko w Al-Kamiszli.
W dniach 25–28 stycznia 2014 toczyła się potyczka w miejscowości Al-Manadżir, którą usiłowali odbić islamiści z ISIS i Dżabhat an-Nusra. Kurdowie jednak odparli atak, tracąc trzech bojowników, przy 23 zabitych ekstremistach. 31 stycznia 2014 YPG odparło atak ISIS na Tall Abjad.
23 lutego 2014 YPG zdobyły miasto Tall Birak z rąk ISIS. W wyniku starć zginęło 28 osób z czego 25 ze strony islamistów. YPG podało liczbę 50 zabitych bojowników i 42 wziętych do niewoli. Od tego momentu w rękach ISIS było jedynie miasto Tall Hamis. 26 lutego 2014 YPG ogłosiło wstrzymanie działań wojskowych, zastrzegając jednocześnie reagowanie w przypadku ataków na kurdyjskie ziemie. Tak się stało już dzień później, kiedy islamiści ISIS zaatakowali Tall Merûf. Kurdowie odparli atak, pozbawiając przy tym życia 13 napastników. Podobne sytuacje miały miejsce 1 marca oraz 6 marca 2014, kiedy dżihad usiłowali atakować Tall Abjad.
11 marca 2014 ekstremiści przechwycili miasto Sirrin, leżące pod Ajn al-Arab. Tego samego dnia komando ISIS dokonało samobójczych ataków na hotel Al-Hadaja w Al-Kamiszli, zabijając dziewięciu kurdyjskich cywilów. W hotelu miało się odbyć spotkanie przedstawicieli partii PYD. Tymczasem, pod Dżarabulus terroryści dokonali egzekucji 25 Kurdów (w tym 14 bojowników i dwojga dzieci).
13 marca 2014 ISIS zdobyło most Kirikuzak nad Eufratem w Ajn al-Arab oraz sanktuarium Sulejmana Szaha. W tym czasie walki trwały również na polach pod Ajn al-Arab, gdzie zginęło 35 islamistów. 17 marca 2014 wznowiono bitwę o most Kirikuzak. Według Kurdów, w wymianie ognia zginęło 40 dżihadystów. 19 marca 2014 po walkach z ISIS, YPG wyzwoliło szereg wiosek pod Ras al-Ajn. 22 marca 2014 nastąpił atak na Ajn al-Arab z trzech stron: z zachodu od strony Dżarablus, od południa z Sarrinu oraz od wschodu z Tall Abjad, gdzie również toczyły się boje. W walkach zginęło 60 bojowników ISIS, według kurdyjskich komunikatów wojskowych.

#### Oblężenie Ajn al-Arab

Zmiany linii frontu pod Ajn al-Arab.

Oblężenie Ajn al-Arab.

1 kwietnia 2014 Państwo Islamskie (ISIS) rozpoczęło oblężenie Ajn al-Arab (kurd. Kobanê) z trzech stron. Dżihadyści dokonali również ataku artyleryjskiego na Zur Mughar. W międzyczasie, ich oponenci dokonali zasadzki w Kandal, w których zginęło, jak się okazało, 12 Azerów będących w szeregach ISIS oraz ich kurdyjski dowódca o przydomku Abu Muhammad. Mimo tego, rebelianci przechwycili z rąk kurdyjskich dwa silosy pod Sirrinem oraz Tall al-Bawgha.
24 kwietnia 2014 w podwójnym zamachu samobójczym w Ras al-Ajn zginęło 11 osób. Ataki, których autorstwo przypisywano ISIS, wymierzone były w siły YPG.
29 maja 2014 dżihadyści podczas rajdu na wioski w pobliżu Ras al-Ajn zabili 15 cywilów. Dzień później uprowadzili 193 kurdyjskich cywilów z Kabbasinu pod Aleppo. Tego samego dnia na drodze z oblężonego Ajn al-Arab do Aleppo uprowadzili 186 uczniów, których wysłali do szkoły koranicznej na indoktrynację.
Po zawojowaniu północnego Iraku i zdobyciu tam broni, w lipcu 2014 Państwo Islamskie przystąpiło do ataku pod Ajn al-Arab. 4 lipca 2014 po trzech dniach walk z YPG zajęli wioski Zur Maghar, Az-Zjara i Bajadijja, leżące u bram Ajn al-Arab. Po kolejnym natarciu ze wschodu, siły kurdyjskie zostały zmuszone do wycofania się z pozycji w wioskach Abdi, Kwi, Kindal, Kri i Sur. W walkach śmierć poniosło co najmniej 18 bojowników YPG.
14 lipca 2014 PYD wezwała wszystkich Kurdów, by chwycili za broń w obronie Ras al-Ajn. Na apel odpowiedziała Partia Pracujących Kurdystanu (PKK), której bojownicy przenikali z Turcji, by walczyć z islamistami. Według źródeł kurdyjskich, do końca lipca 2014 udało się odeprzeć szturm dżihadystów na Ajn al-Arab. W lipcowych walkach zginąć miało od 406 do 685 terrorystów ISIS.
W efekcie tej ofensywy Państwa Islamskiego na terenie syryjskiego Kurdystanu, siły YPG podjęły ograniczoną współpracę z Siłami Zbrojnymi Syrii w zakresie walki przeciwko ISIS.
Kolejny szturm na Ajn a-Arab rozpoczął się 17 września 2014. Dżihadyści w natarciu użyli czołgów, rakiet oraz ciężkiej artylerii. Pod ciężkim ostrzałem, po trzech dniach siły kurdyjskie wycofały się z około 100 wiosek w rejonie Ajn al-Arab. Islamiści stanęli 15 km od miasta. Gwałtowne walki spowodowały ucieczkę 60 tysięcy syryjskich Kurdów do Turcji. Tereny walk zamieszkiwało około 400 tysięcy ludzi. W walkach zginęło 34 cywilów. W międzyczasie z terytorium Turcji do Ajn al-Arab przybyło 300 bojowników kurdyjskich PKK. W dniach 20–21 września 2014 w walkach na przedpolach Ajn al-Arab zginęło 39 terrorystów ISIS i 27 kurdyjskich bojowników. Walki koncentrowały się na południe i na wschód od miasta, gdzie ekstremiści podeszli na 10–13 km od miasta. W nocy 22 września 2014 Kurdowie powstrzymali natarcie ISIS w wioskach Mujik i Aliszar (6–7 km na wschód od miasta), jednak z tych pozycji islamiści byli w stanie ostrzeliwać za pomocą rakiet centrum miasta.
Tymczasem 23 września liczba uchodźców osiągnęła 138 tysięcy osób, którzy uciekli z miasta i terenów wiejskich. Jednym z celów pierwszego dnia międzynarodowej operacji lotniczej nad Syrią, wymierzoną w Państwo Islamskie, były pozycje dżihadystów wokół Ajn al-Arab.

#### Utworzenie SDF

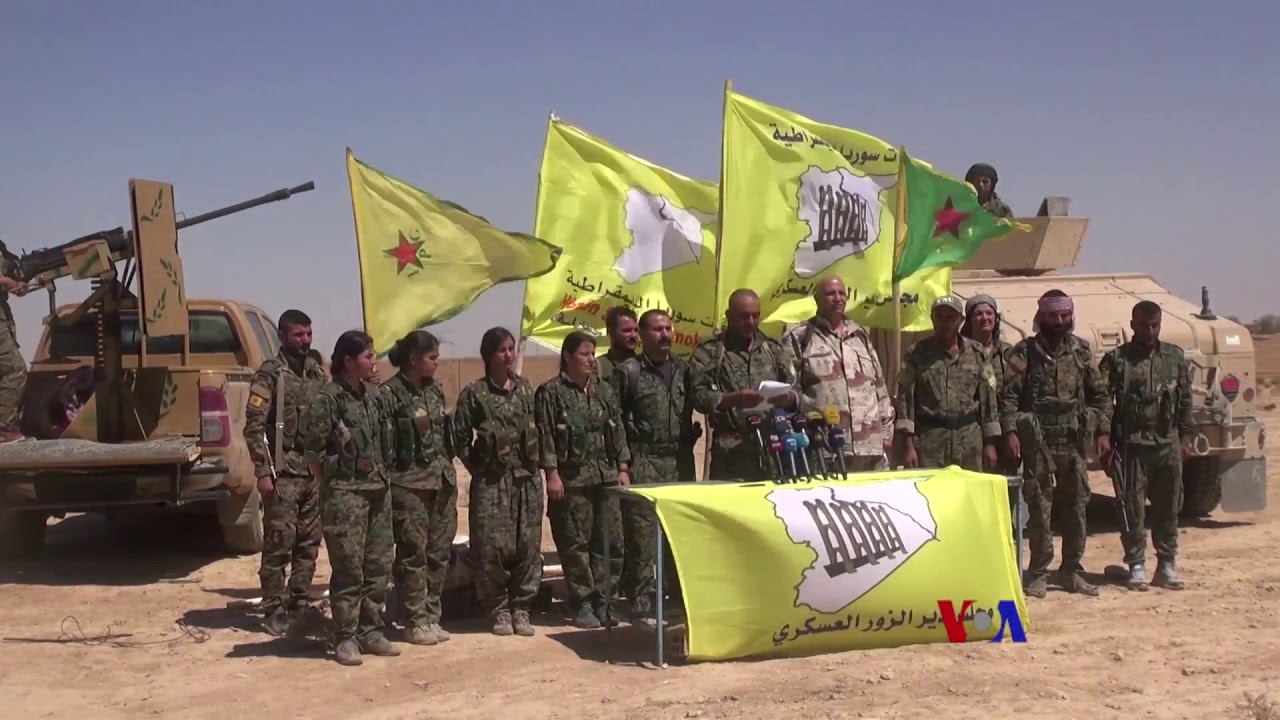
Bojownicy SDF

Ofensywa SDF przeciwko ISIS

### Międzynarodowa interwencja przeciwko Państwu Islamskiemu

#### Bitwa o Ar-Rakkę
6 listopada 2016 roku Syryjskie Siły Demokratyczne (SDF) poinformowały o rozpoczęciu działań mających na celu przejęcie Rakki, „stolicy” samozwańczego Państwa Islamskiego.

#### Ofensywa wzdłuż Eufratu
9 września 2017, gdy trwała bitwa o Dajr az-Zaur między syryjską armią a ISIS, po drugiej stronie Eufratu zbrojne formacje Kurdów rozpoczęły swoją operację wojskową wymierzoną w dżihadystów, zdobywając Abu Chaszab. 3 grudnia tegoż roku YPG ogłosiły zwycięstwo nad ISIS na wschód od Eufratu, jednakże terroryści wciąż pozostawali aktywni przegrupowując siły w mieście Hadżin.

### Konflikt z Turcją
Turcja od wielu lat pozostawała przeciwnikiem separatystycznych ruchów kurdyjskich, ze względu na długotrwały (1984–2013) konflikt kurdyjsko-turecki z udziałem Partii Pracujących Kurdystanu (PKK). Rząd Turcji uznaje PKK za organizację terrorystyczną, zaś Kurdów syryjskich za jej sojuszników. Dlatego Turcja była przeciwna pomocy zaopatrzeniowej jaką syryjscy Kurdowie otrzymali od USA podczas walk z ISIS.
27 lipca 2015 kurdyjskie Powszechne Jednostki Ochrony (YPG) informowały, że turecka armia ostrzelała ich przez granicę w okolicy Dżarabulusu. Turcja zaprzeczyła.
24 sierpnia 2016 Tureckie Siły Zbrojne rozpoczęły operację „Tarcza Eufratu”, wymierzoną zarówno przeciw ISIS jak i oddziałom Kurdów – strategicznym celem Turcji było uniemożliwienie połączenia się sił kurdyjskich spod Manbidżu z tymi z Afrinu. 30 sierpnia USA zarządziły rozejm w regionie. Zawieszenie broni zostało przyjęte przez Kurdów, lecz skrytykowane przez Turcję chcącą kontynuować działania przeciw Kurdom.

W listopadzie 2016 roku w bitwie o Al-Bab siły tureckie, kurdyjskie i ISIS walczyły każdy z każdym. Ostatecznie miejscowość została zajęta przez Turków w lutym 2017. Turecka inwazja znacząco wpłynęła na sytuację strategiczną w tej części Syrii. Jej efektem było nawiązanie ograniczonej współpracy syryjskiej armii i Kurdów przeciwko działaniom Turcji (wcześniej już podejmowano taką współpracę w obronie przed ISIS). Natomiast tzw. Wolna Armia Syrii (FSA) stała się odtąd formacją zależną od Turcji i realizującą jej interesy.